# Mort à vendre
Mort à vendre é um filme de drama marroquino de 2011 dirigido e escrito por Faouzi Bensaïdi. Foi selecionado como representante de Marrocos à edição do Oscar 2013, organizada pela Academia de Artes e Ciências Cinematográficas.

## Elenco
- Fehd Benchemsi
- Fouad Labiad
- Mouchcine Malzi
- Iman Mechrafi
- Nezha Rahil
- Faouzi Bensaïdi